# راي جاكسون (لاعب كرة قدم أمريكية)
راي جاكسون (بالإنجليزية: Ray Jackson)‏ هو لاعب كرة قدم أمريكية أمريكي، ولد في 1 أغسطس 1978 في إنديانابوليس في الولايات المتحدة.

## وصلات خارجية
- راي جاكسون على موقع مرجع كرة القدم المحترفة.كوم (الإنجليزية)